# Paolo i Vittorio Taviani

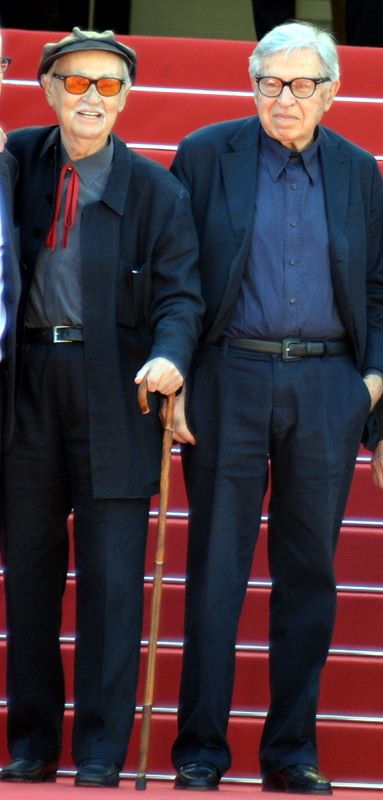
Vittorio i Paolo Taviani (2015)

Paolo (ur. 8 listopada 1931 w San Miniato, zm. 29 lutego 2024 w Rzymie) i Vittorio Taviani (ur. 20 września 1929 w San Miniato, zm. 15 kwietnia 2018 w Rzymie) – włoscy bracia-filmowcy pracujący razem. Reżyserzy i scenarzyści dwudziestu filmów fabularnych.

## Życiorys
Początkowo zajmowali się dziennikarstwem, by wraz z Jorisem Ivensem zrealizować film dokumentalny pt. Włochy nie są biednym krajem. Pierwsze filmy fabularne realizowali wraz z Valentinem Orsinim.
Wychodząc z pozycji marksistowskiego materializmu historycznego, ukazują w swych filmach wydarzenia z bliższej lub dalszej przeszłości, nadając im zarazem symboliczny wymiar. Inspirację czerpią ponadto z literatury, wykorzystując twórczość Luigiego Pirandella oraz Lwa Tołstoja. Ważną rolę w ich estetyce odgrywa pieczołowicie komponowany obraz w zestawieniu ze znaczącymi i starannie dobranymi cytatami muzycznymi. 
Laureaci Złotej Palmy na 30. MFF w Cannes za film We władzy ojca (1977), Honorowego Złotego Lwa za całokształt twórczości na 43. MFF w Wenecji (1986) oraz Złotego Niedźwiedzia na 62. MFF w Berlinie za film Cezar musi umrzeć (2012).
Vittorio zmarł po długiej chorobie 15 kwietnia 2018 w wieku 88 lat.

## Filmografia
- 1954: San Miniato, lipiec 1944 (San Miniato luglio '44)
- 1962: Un uomo da bruciare (wspólnie z Valentinem Orsinim)
- 1963: Poza prawem małżeńskim (I fuorilegge del matrimonio) (wspólnie z Valentinem Orsinim)
- 1967: Wywrotowcy (I Sovversivi)
- 1969: Pod znakiem skorpiona (Sotto il segno dello scorpione)
- 1972: Święty Michał miał koguta (San Michele aveva un gallo)
- 1974: Allonsanfan
- 1977: We władzy ojca (Padre padrone)
- 1979: Łąka (Il Prato)
- 1982: Noc świętego Wawrzyńca (La notte di San Lorenzo)
- 1984: Chaos
- 1986: Good morning Babilonia
- 1990: Il sole anche di notte
- 1993: Fiorile
- 1996: Pokrewieństwo z wyboru (Le affinità elettive)
- 1998: Śmiejesz się (Tu ridi)
- 2001: Zmartwychwstanie (Resurrezione)
- 2004: Luisa Sanfelice
- 2007: Farma skowronków (La masseria delle allodole)
- 2012: Cezar musi umrzeć (Cesare deve morire)

## Odznaczenia
Bracia byli odznaczani przez Prezydenta Republiki Włoskiej:
- Order Zasługi Republiki Włoskiej:
  - Grande Ufficiale (Wielki Oficer) – 2001[3][4]
  - Commendatore (Komandor) – 1995[5][6]